# Victor (California)
Victor es un lugar designado por el censo ubicado en el condado de San Joaquín en el estado estadounidense de California. En el año 2010 tenía una población de 293 habitantes.

## Geografía
Victor se encuentra ubicado en las coordenadas 38°8′18.54″N 121°11′55.82″O / 38.1384833, -121.1988389.